# Завада (Опатовський повіт)
Завада (пол. Zawada) — село в Польщі, у гміні Ожарув Опатовського повіту Свентокшиського воєводства.
Населення — 185 осіб (2011).
У 1975-1998 роках село належало до Тарнобжезького воєводства.

## Демографія
Демографічна структура на день 31 березня 2011 року:
|          | Загалом | Допрацездатний вік | Працездатний вік | Постпрацездатний вік |
| -------- | ------- | ------------------ | ---------------- | -------------------- |
| Чоловіки | 97      | 19                 | 68               | 10                   |
| Жінки    | 88      | 11                 | 57               | 20                   |
| Разом    | 185     | 30                 | 125              | 30                   |